# Ley de Menzerath
La ley de Menzerath, o ley de Menzerath-Altmann (en honor a Paul Menzerath y Gabriel Altmann), es una ley lingüística según la cual el aumento de un constructor lingüístico resulta en una disminución de sus constituyentes, y viceversa
Por ejemplo, cuanto más larga una frase (medido en plazos del número de cláusulas) más cortas las cláusulas (medidos en número de palabras), o: cuanto más larga una palabra (en sílabas o morfemas) más cortas las sílabas o morfemas.
Según Altmann (1980), puede ser matemáticamente expresado como:
{\displaystyle y=a\cdot x^{-b}\cdot e^{-cx}}
Donde:
- {\displaystyle y} es el tamaño del constituyente (por ejemplo longitud de sílaba)
- {\displaystyle x} es el tamaño de la construcción lingüística que está siendo inspeccionado (por ejemplo número de sílabas por palabra)
- {\displaystyle a}, {\displaystyle b}, {\displaystyle c} son constantes

La ley puede ser explicada por la suposición de que los segmentos lingüísticos contienen información sobre su estructura, además de la información que se quiere comunicar. La suposición de que la longitud de la información de la estructura es independiente de la longitud del otro contenido del segmento se apoya la fórmula que fue también exitosamente probada.
Más allá de la lingüística cuantitativa, la ley de Menzerath puede ser estudiada en cualquier sistemas complejo multinivel. Dados tres niveles, {\displaystyle x} es el número de unidades de nivel medio contenido en una unidad de nivel alto, {\displaystyle y} es el número medio de unidades de nivel bajo contenido en unidades de nivel medio, la ley de Menzerath expresa una correlación negativa entre {\displaystyle y} y {\displaystyle x}. La ley de Menzerath parece ser cierta en el estudio a diferentes niveles del genoma humano y en genomas de una colección de especies. Además, la ley de Menzerath ha pronosticado con exactitud la distribución de longitudes de proteína expresada en función del número de aminoácidos en el proteoma de diez organismos.